# Antaisaka (langue)
Pour les articles homonymes, voir Antaisaka.
L'antaisaka ou antesaka est une langue langue malayo-polynésienne parlée à Madagascar surtout par le peuple Antaisaka .

## Classification
L'antesaka fait partie de la branche occidentale du groupe des langues austronésiennes.

## Caractéristiques
Elle est distincte des langues avoisinantes comme l'Antefasy et l'Antemoro qui appartiennent au groupe de dialecte hauts plateaux mais elle est un peu similaire au dialecte Antanosy.

## Comparaison au dialecte merina
Le dialecte Merina est la langue officielle de Madagascar. Elle est presque compris partout sur l'île.
En dialecte Antesaka, on ne prononce pas le "j" comme avec le nom "Juan" en espagnol dans certains mots comme Aija, Ovija et Ija.
| Français   | Merina      | Antesaka  |
| ---------- | ----------- | --------- |
| Où         | Aiza        | Aija      |
| Quand      | Oviana      | Ovija     |
| Quoi       | Inona       | ino       |
| Qui        | Iza         | Ija       |
| Ici        | Eto         | Etoa      |
| En/à       | Any         | Agny      |
| Suivre     | Manaraka    | Magnaraky |
| Pleurer    | Mitomany    | Mitomà    |
| Avoir peur | Matahotra   | Matahotry |
| Maison     | Trano       | Tragno    |
| Tirer      | Mitifitra   | Mitifitry |
| Faire      | Manao       | Magnano   |
| Fonder     | Manangana   | Manangà   |
| Joie       | Hafaliana   | Hafalia   |
| Parler de  | Miresaka    | Miroho    |
| Marché     | Tsena       | Bazary    |
| Rivière    | Renirano    | Ranomamy  |
| Mer        | Ranomasina  | Ranomasy  |
| Froid      | Mangatsiaka | Manara    |
| Porte      | Varavarana  | Varavara  |
| Pirogue    | Lakana      | Laka      |
| Fatigué    | Reraka      | Valaky    |

Par exemple:
- Français : Manger
- Merina : Mihinana
- Antesaka : Mihina

⇒
- Français : Il n'a pas mangé de taro aujourd'hui.
- Merina : Tsy nihinana saonjo izy androany.
- Tesaka : Tsy nihina sonjo izy androany.

## Localité
Elle est parlée surtout dans la région Atsimo Atsinanana entre les villes de Farafangana et Fort-dauphin.

## Nombre de locuteurs
Elle est parlée par environ 1640000 locuteurs.

## Écriture
Elle est généralement écrite en écriture latine.